# 24301 Gural
24301 Gural este un asteroid din centura principală de asteroizi.

## Descriere
24301 Gural este un asteroid din centura principală de asteroizi. A fost descoperit pe 4 decembrie 1999 la Stația Anderson Mesa în cadrul programului LONEOS. Asteroidul prezintă o orbită caracterizată de o semiaxă mare de 2,72 ua, o excentricitate de 0,11 și o înclinație de 6,3° în raport cu ecliptica.